# Liste des lieux patrimoniaux du comté de Hants
Cet article recense les lieux patrimoniaux du comté de Hants en Nouvelle-Écosse inscrit au répertoire des lieux patrimoniaux du Canada, qu'ils soient de niveau provincial, fédéral ou municipal.

## Liste
| [ 1 ] | Lieu patrimonial                                | Illustration                                    | Municipalité   | Adresse                  | Coordonnées      | No    | Constr. | Prot.                                | Rec. | Notes |
| ----- | ----------------------------------------------- | ----------------------------------------------- | -------------- | ------------------------ | ---------------- | ----- | ------- | ------------------------------------ | ---- | ----- |
| P     | Sangster Inn                                    | Téléverser                                      | Falmouth       | 444 Sangster Bridge Road | 44.9577 -64.2003 | 7015  |         | Provincially Registered Property     | 1991 |       |
| F     | Gare ferroviaire du Canadien Pacifique          | Gare ferroviaire du Canadien Pacifique          | Hantsport      | 15 Station Street        | 45.069 -64.176   | 4554  | 1943    | Heritage Railway Station             | 1992 | [ 3 ] |
| P     | Gare de Hantsport                               | Gare de Hantsport                               | Hantsport      | 15 Station Road          | 45.0687 -64.1764 | 7816  | 1944    | Provincially Registered Property     | 1995 | [ 4 ] |
| M     | Kempt Shore Presbyterian Church                 | Kempt Shore Presbyterian Church                 | Kempt Shore    | 5659 Highway 215         | 45.1274 -64.1942 | 11815 | 1865    | Municipally Registered Property      | 1995 |       |
| M     | All Saints Anglican Church                      | Téléverser                                      | Leminster      | 652 New Ross Road        | 44.8205 -64.2855 | 11898 | 1871    | Municipally Registered Property      | 1993 |       |
| P     | Lawrence House                                  | Lawrence House                                  | Maitland       | 8660 Highway Number 215  | 45.3222 -63.5025 | 1274  | 1880    | Provincially Registered Property     | 1983 |       |
| P     | Springhurst                                     | Téléverser                                      | Maitland       | 8557 No. 215 Highway     | 45.3249 -63.5074 | 7320  | 1870    | Provincially Registered Property     | 1989 |       |
| P     | Uniacke Estate Archaeological Site              | Téléverser                                      | Mount Uniacke  | Highway No. 1            | 44.9016 -63.8451 | 7302  |         | Special Place                        | 1992 |       |
| P     | Uniacke House                                   | Uniacke House                                   | Mount Uniacke  | Highway No. 1            | 44.9016 -63.8451 | 3076  | 1815    | Provincially Registered Property     | 1983 |       |
| M     | Dimock House                                    | Téléverser                                      | Scotch Village | 744 Highway 236          | 45.0488 -64.0107 | 11880 |         | Municipally Registered Property      | 2000 |       |
| P     | Smith-Duckenfield House                         | Téléverser                                      | Selma          | 8098 Hwy No. 215         | 45.3202 -63.5342 | 5754  | 1825    | Provincially Registered Property     | 1996 |       |
| F     | Blockhaus                                       | Blockhaus                                       | Windsor        |                          | 44.995 -64.135   | 2994  | 1750    | Classified Federal Heritage Building | 1994 |       |
| M     | Christ Church                                   | Téléverser                                      | Windsor        | 543 King Street          | 44.9906 -64.1313 | 12032 | 1884    | Municipally Registered Property      | 2009 |       |
| P     | Clockmaker's Inn                                | Téléverser                                      | Windsor        | 1399; King Street        | 44.9798 -64.1283 | 2908  | 1894    | Provincially Registered Property     | 1995 |       |
| P     | Convocation Hall                                | Convocation Hall                                | Windsor        | 17 Kings-Edgehill Lane   | 44.9826 -64.1359 | 4094  | 1867    | Provincially Registered Property     | 1992 |       |
| F     | Fort Edward                                     | Fort Edward                                     | Windsor        | Water Street             | 44.9952 -64.1347 | 7419  | 1750    | National Historic Site of Canada     | 1920 |       |
| P     | Haliburton House                                | Téléverser                                      | Windsor        | 420 Clifton Avenue       | 44.989 -64.1424  | 1275  | 1836    | Provincially Registered Property     | 1983 |       |
| F     | King's College                                  | King's College                                  | Windsor        | 1 College Street         | 44.9842 -64.1309 | 16276 | 1863    | National Historic Site of Canada     | 1923 |       |
| M     | Lawson House                                    | Téléverser                                      | Windsor        | 653 King Street          | 44.9889 -64.1302 | 11858 | 1898    | Municipally Registered Property      | 2000 |       |
| M     | Old Parish Burying Ground                       | Old Parish Burying Ground                       | Windsor        | 1291 King Street         | 44.9809 -64.1291 | 11860 | 1776    | Municipally Registered Property      | 2007 |       |
| P     | Richmond Hill Farm                              | Téléverser                                      | Windsor        | 664 College Road         | 44.9781 -64.1521 | 6956  |         | Provincially Registered Property     | 1991 |       |
| P     | Saint John the Evangelist Roman Catholic Church | Saint John the Evangelist Roman Catholic Church | Windsor        | 339 King Street          | 44.9932 -64.1329 | 7269  | 1909    | Provincially Registered Property     | 1998 |       |
| M     | Thornton                                        | Téléverser                                      | Windsor        | 646 King Street          | 44.9891 -64.1294 | 11877 | 1844    | Municipally Registered Property      | 2000 |       |